# Archäologie in Deutschland
Archäologie in Deutschland (AiD) ist eine populärwissenschaftliche Zeitschrift des Konrad-Theiss-Verlags, seit 2024 eines Imprints des Verlags Herder.

## Beschreibung

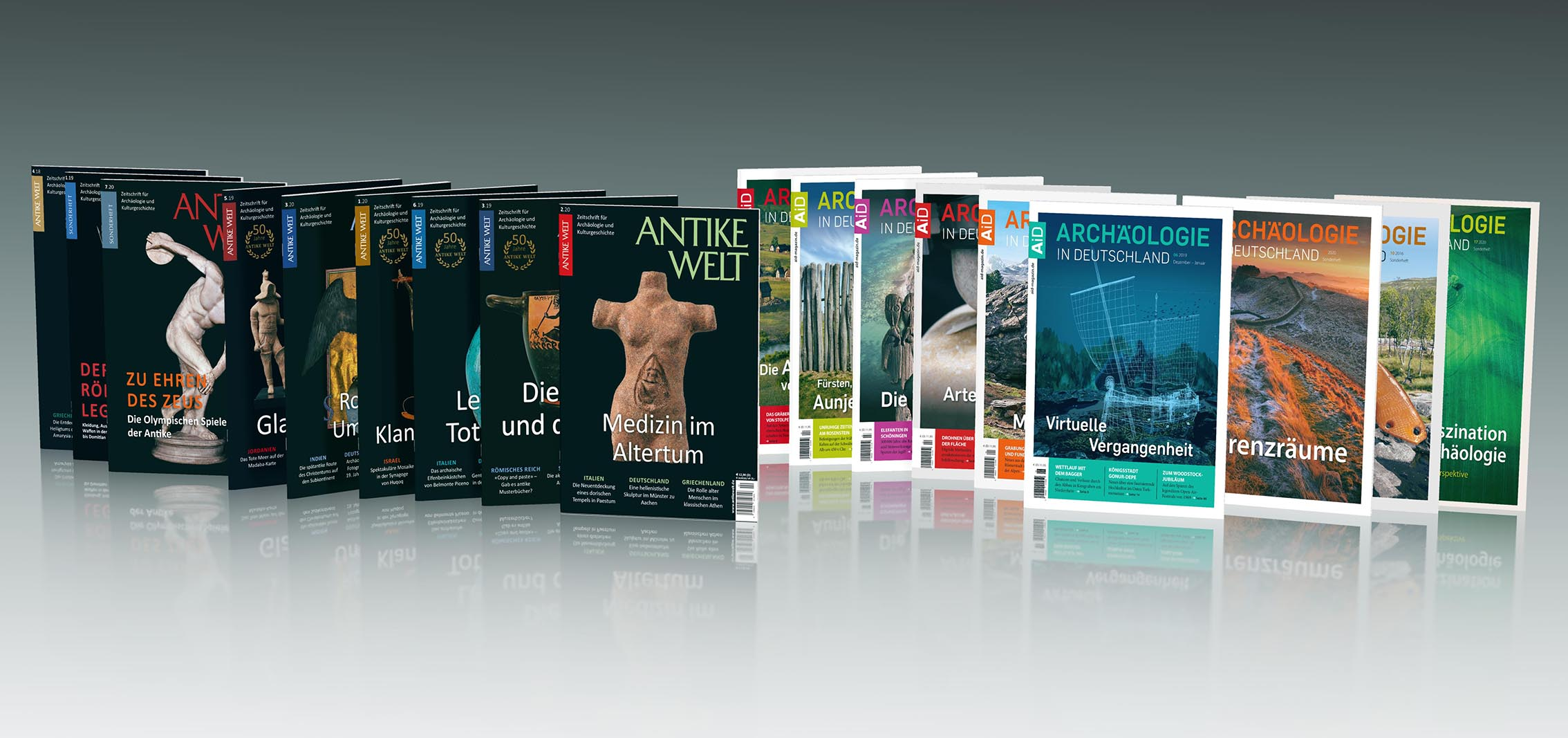
Ausgaben der Zeitschriften „Antike Welt“ und „Archäologie in Deutschland“

Die Zeitschrift erscheint seit 1984, zunächst vierteljährlich, mittlerweile zweimonatlich. Derzeit (Stand 2024) wird sie von Ulf Ickerodt, Michael Rind, Franz Schopper, Regina Smolnik und Claus Wolf für den Verband der Landesarchäologien herausgegeben. Der Beirat besteht derzeit (Stand 2024) aus Alexandra W. Busch, Erich Claßen, Nicholas J. Conard, Kerstin P. Hofmann, Detlef Jantzen, Dirk Krausse, Hauke Jöns, Harald Meller, Carola Metzner-Nebelsick und Dirk Rieger. Verantwortlicher Redakteur ist Martin Kempa vom Verlagsbüro Wais & Partner, wo die Publikation redaktionell und herstellerisch betreut wird.
Archäologie in Deutschland wendet sich – wie auch die Antike Welt – an eine populärwissenschaftlich interessierte Leserschaft. Neben der laufenden Zeitschrift erscheinen jährlich zwei Sonderhefte sowohl als Hardcoverversion für den Buchhandel wie auch als preiswertere Softcoverversion für die Abonnenten der Zeitschrift. Das Einzelheft umfasst jeweils 84 Seiten mit zahlreichen, in der Regel farbigen Abbildungen.
Ziel der AiD ist es vor allem, die Ur- und Frühgeschichte einschließlich der Provinzialrömischen Archäologie sowie der Mittelalter- und Neuzeitarchäologie mit Schwerpunkt Deutschland darzustellen. Auf diesem Gebiet ist die Zeitschrift zurzeit einmalig in Deutschland.